# قراءة باردة

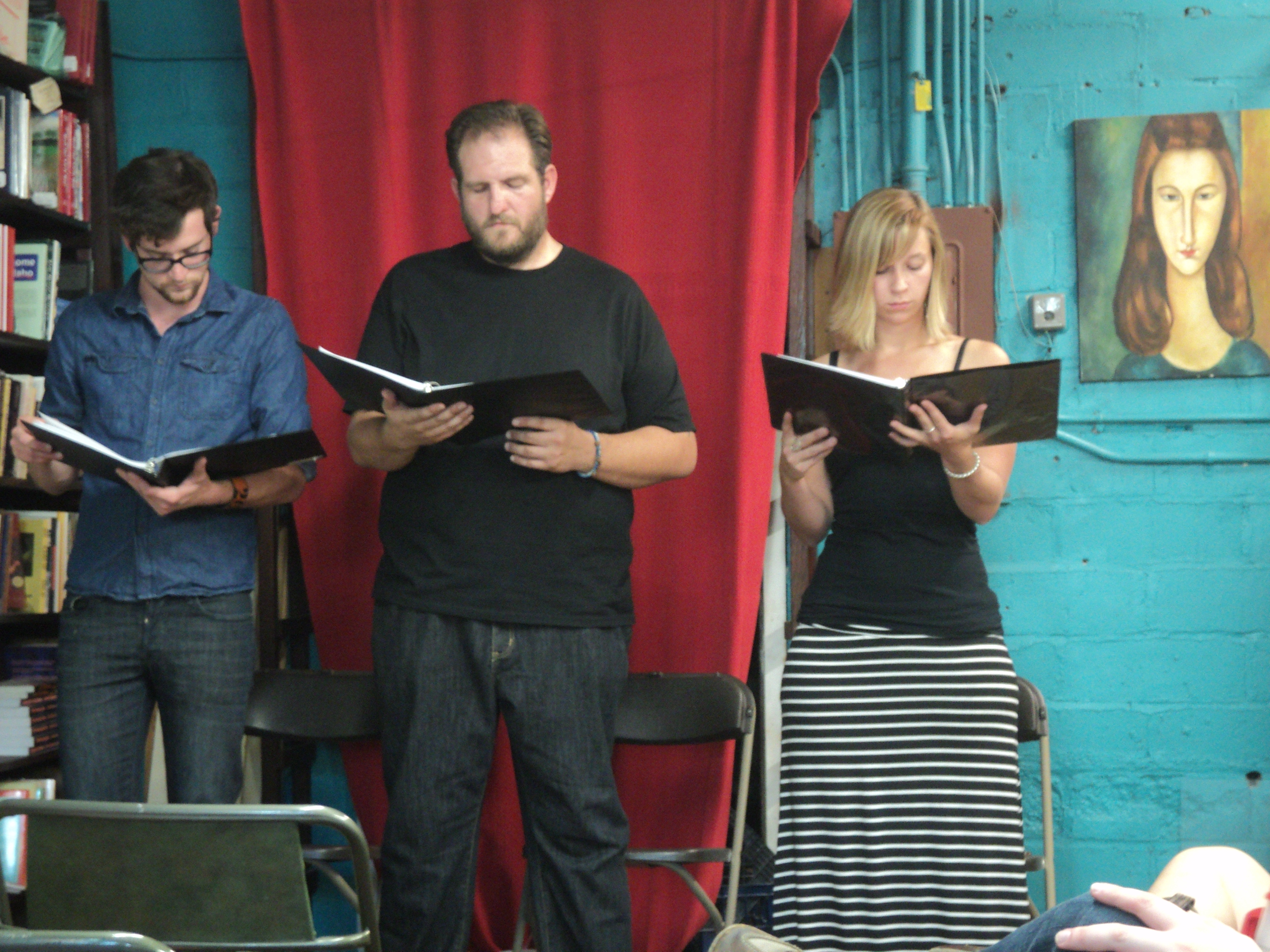

القراءة الباردة هي مجموعة من الأساليب التي يستخدمها العقلانيون والوسطاء الروحانيون والعرافون.
دون معرفة مسبقة، يمكن للقارئ البارد المتمرس الحصول بسرعة على قدر كبير من المعلومات عبر تحليل لغة جسد الشخص المقابل وعمره وملابسه وهيئته وتسريحة شعره وجنسه وميوله الجنسية وديانته وعرقه ومستواه التعليمي وأسلوب كلامه ومحل نشأته، إلخ. تستخدم القراءات الباردة تخمينات ذات احتمالية عالية، إذ يلتقطون بسرعة الإشارات التي تدل فيما إذا كان تخمينهم صائبًا أم لا، ثم يضخمون ويعززون من مدى ترابط فرصة حدوثه، متنقلين بعيدًا عن التخمينات المخطئة. يعتقد علماء النفس بأن الأسلوب يبدو ناجحًا نظرًا إلى تأثير فورير وانتشار الانحياز التأكيدي بين الناس. 

## الأسلوب الأساسي المُتّبع
قبل البدء بالقراءة الفعلية، يحاول القارئ استدراج الشخص المقابل للتعاون معه، بقوله مثلًا: «غالبًا ما أرى صورًا تبدو غير واضحة بعض الشيء، والتي قد تعني لك أحيانًا أكثر مما تعني لي؛ إذا ما ساعدتني، يمكن أن نستكشف سويًا أشياء جديدة حولك». إن أحد أهم عناصر القراءة الباردة المقنعة هو وجود شخص متلهف لخلق ارتباطات أو إعادة تفسير عبارات مبهمة بأي طريقة من شأنها أن تظهر القارئ بمظهر من يخرج بتكهنات أو إلهامات دقيقة. في حين يكون القارئ من يقوم بأغلب الكلام، إلا أن الشخص المقابل هو من سيعطي المعنى.
بعد ضمان وجود تعاون بينه وبين القارئ، سيقدم القارئ عددًا من العبارات والأسئلة المتمحصة، عادة عبر استخدام أنماط مختلفة من الأساليب أدناه. سيكشف الشخص المقابل مزيدًا من المعلومات من خلال ردوده (سواء أكانت لفظية أم غير لفظية) ويمكن للقارئ البارد الإكمال من تلك النقطة، مستندًا إلى جمل استجواب ومتجنبًا أو تاركًا غير المثمرة منها. عمومًا، في حين يبدو البوح آتيًا من القارئ، إلا أن معظم الحقائق والتصريحات تأتي من الشخص المقابل، والتي يعيد القارئ تنقيحها وصياغتها ليعزز فكرة حصول القارئ على شيء صحيح.
يمكن للإشارات المبطنة في تعبيرات الوجه أو لغة الجسد الإشارة فيما إذا كان سؤال ما ذا جدوىً أم لا. يمكن لجمع الأساليب المتبعة في القراءة الباردة مع المعلومات الحاصل عليها سرًا (عبر ما يعرف بـ«القراءة الساخنة») ترك انطباع قوي يظهر معرفة القارئ أو وصوله إلى قدر كبير من المعلومات حول الشخص المقابل. نظرًا إلى قضاء الشخص معظم الجلسة متمعنًا في «العبارات الصائبة» التي حصل عليها القارئ، بينما قليلًا ما يدرك «الأخطاء» التي خرج بها، فإن التأثير يعطي انطباعًا بمعرفة القارئ البارد معلومات عن الشخص المقابل أكثر بكثير مما يمكن لغريبٍ آخر أن يعرفه.

قال أندرداون من «مركز الاستعلام» «ومجموعة التحقيقات المستقلة»: «في حالة وجود استديو مليئة بالجمهور، لن تكون القراءة الباردة مثيرة للإعجاب». يفسر أندرداون القراءة البادرة من وجهة نظر رياضية. يتألف جمهور الاستديو عادة من نحو 200 شخص، مقسمين إلى ثلاثة أقسام. يفترض تقدير متحفظ معرفة كل شخص 150 آخرين. يقول أندرداون:
هذا يعني أنه عندما يسأل جون إدوارد أو جيمس فان براغ السؤال «من هي مارغريت؟» فهو يأمل بوجود فتاة تدعى مارغريت ضمن ضمن قاعدة بيانات تحوي 10 آلاف شخص. في حال لم تكن هناك إجابة، فسيفتحون السؤال على قاعدة بيانات الجمهور بأكمله البالغ 30 ألف شخص! هل سيكون مدهشًا وجود عشرات ممن اسمهنّ مارغريت ضمن تلك العينة الواسعة؟
يتناول مارك إدوارد من خلال تجربته الشخصية «كوسيط روحي» مدى قوة التخمين عندما يخرج شخص ما وسط جمهور كبير بعبارة مثل «مهرج في مقبرة». يصف إدوارد صورة ذهنية لمهرج يضع الزهور على القبور ويضيف، «هل يعني هذا شيئًا لشخص ما؟» عندئذٍ تقف امرأة وتدعى بمخطابته لها مباشرةً. تذكر هي كما يصف إدوارد بأنها تعرف شخصًا كان يرتدي ملابس مهرج ويضع الزهور على القبور في مدينة مسقط رأسها. ذكر إدوارد بأن المرأة تطلب بعضًا من الإقناع لتفهم بأنه لم يكن يتحدث مباشرة معها، لكنه ألقى بتصريح على كامل الجمهور البالغ 300 شخص. الفتاة صنعت ترابطًا، ونظرًا إلى ظهور التصريح بمظهر شخصي وغرابة الفكرة، شعرت وكأنه كان يتحدث معها بشكل مباشر. 

## أساليب محددة

### الإغراق بالوقائع
الإغراق بالوقائع هو تقنية قراءة باردة شائعة الاستخدام. يأخذ هذا الأسلوب تسميته من الطريقة التي تطلق بها البندقية وابلًا من المقذوفات الصغيرة أملًا بإصابة واحدٍ أو أكثر، منها الهدف.
يقدم القارئ البارد ببطء كمية هائلة من المعلومات العامة جدًا، غالبًا أمام جمهور كامل (بعضها من المحتمل جدًا أن يكون صحيحًا، أو قريبًا من الصحة، أو على الأقل مثيرًا لشخص موجود)، ويلحظ ردود فعل الحاضرين (خصوصًا لغة جسدهم)، ثم يضيق النطاق، مدركًا وجود أشخاص أو مفاهيم محددة، ويصقل التصريحات الأصلية تبعًا لردات الفعل التي حصل عليها لجذب استجابة عاطفية. سيشير معظم الحاضرين في الغرفة في لحظة ما مثالًا على فقدانهم قريبًا كبيرًا في السن، أو يعرفون على الأقل شخصًا واحدًا يحمل اسمًا شائعًا مثل «مايك» أو «جون».
يمكن لأسلوب الإغراق بالوقائع أن يحمل سلسلة من التصريحات المبهمة مثل:
«أرى مشكلة قلبية مع أبٍ في عائلتك»
هناك مجموعة كبيرة من المشاكل الطبية التي يعاني أصحابها ألمًا في الصدر، ويعتبر مرض القلب السبب الرئيسي للوفاة حول العالم. يمكن «للأب» الإشارة أب شخص ما، أو جد أو عم أو ابن عم/خال، أو أي قريب ذكر لديه أبناء أو لعب دور الوالد لشخص آخر.
«أرى امرأة تحمل سوادًا في صدرها، سرطان الرئة، أمراض القلب، سرطان الثدي..». 
وسيعرف معظم الناس امرأة شُخصت بأحد هذه المشاكل، التي تعتبر من الأسباب الرئيسية للمرض والموت.
«أشعر بوجود ذكرٍ في حياتك، يريك أن تعلمي بأنه على الرغم من الخلافات التي نشبت بينكما، هو ما زال يحبك». 
كل الناس تقريبًا سيكون لديهم مثل هذا الشخص في حياتهم، وجميعهم تقريبًا قد مروا بخلاف ما.

### تأثير فورير (تأثير بارنوم)
يعتمد تأثير فورير جزئيًا على لهفة الناس في ملء التفاصيل وإقامة روابط بين ما يُقال وبين جوانب من حياتهم الخاصة، إذ غالبًا ما يبحثون في تاريخ حياتهم بالكامل بحثًا عن صلة ما، أو إعادة تفسير التصريحات بعدد من الطرق الممكنة المختلفة بحيث يمكنهم تطبيقها على أنفسهم.
«عبارات بارنوم»، المسماة تبعًا لـ «بي. تي. بارنوم»، مخرج العروض الأمريكي، هي تصريحات تبدو شخصية، إلا أنها تنطبق على عدد كبير من البشر. رغم أنها تبدو محددة، غالبًا ما تحمل تلك التصريحات نهاية مفتوحة أو تقدم للقارئ القدر الأكبر من «مساحة مخصصة للمناورة» في القراءة. صممت تلك العبارات لاستخلاص ردود محددة من الناس. يمكن بعدها تطوير العبارات إلى فقرات أطول وأكثر تعقيدًا لتبدوا وكأنها تكشف قدرًا كبيرًا من التفاصيل حول شخص ما. قد يتمكن قارئ موهوب ذو شخصية قوية من إرغام شخص ما على الاعتراف بوجود صلة، مطالبًا مرارًا وتكرارًا بالاعتراف بتصريح بعينه باعتباره ذا صلة ما، والإقرار مرارًا بأنه لا يبذل جهدًا كافيًا في التفكير، أو أنه يكبح ذكرى مهمة.